# Келокедара
Келокѐдара (на гръцки: Κελοκέδαρα) е село в Кипър, окръг Пафос. Според статистическата служба на Република Кипър през 2001 г. селото има 227 жители.
Намира се на 6 км югозападно от Саламиу.